# نیکولز تاون
نیکولز تاون (به انگلیسی: Nicholls Town) شهری در کشور باهاما است که جمعیت آن در سرشماری سال ۲۰۰۹ میلادی، ۲۵۵ نفر بوده‌است.